# Leptotrichus dohrnii
Leptotrichus dohrnii är en kräftdjursart som beskrevs av Karl Wilhelm Verhoeff 1952. Leptotrichus dohrnii ingår i släktet Leptotrichus och familjen Porcellionidae. Inga underarter finns listade i Catalogue of Life.